# Гожкув (Сташовський повіт)
Гожкув (пол. Gorzków) — село в Польщі, у гміні Богорія Сташовського повіту Свентокшиського воєводства.
Населення — 207 осіб (2011).
У 1975—1998 роках село належало до Тарнобжезького воєводства.

## Демографія
Демографічна структура на день 31 березня 2011 року:
|          | Загалом | Допрацездатний вік | Працездатний вік | Постпрацездатний вік |
| -------- | ------- | ------------------ | ---------------- | -------------------- |
| Чоловіки | 105     | 22                 | 75               | 8                    |
| Жінки    | 102     | 25                 | 57               | 20                   |
| Разом    | 207     | 47                 | 132              | 28                   |